# Caissargues
Caissargues je francouzská obec ležící v départementu Gard, v regionu Languedoc-Roussillon. Nachází se jižně od města Nîmes.

## Historie
Před Francouzskou revolucí tvořilo město Caissargues, stejně jako okolní města Bouillargues, Garons, Rodilhan, Saint-Cesaire a Courbessac, součást "Taillable et Consulat de NIMES", tzn., že přímo spadalo pod správu města Nîmes. Dne 9. listopadu 1790 byly dekretem Národního shromáždění, podepsaným Ludvíkem XVI., odtrženy obce Bouillargues, Caissargues, Garons a Rodilhan se správním centrem v Bouillargues. V roce 1835 se odtrhla obec Garons. Obec Caissargues se osamostatnila v roce 1904 po dlouhých sporech o nezávislost. Rodilhan se osamostatnil v roce 1962.

## Geografie
S Caissargues sousedí města Nîmes, Bouillargues, Garons a Saint-Gilles.
Územím obce protéká řeka Le Vieux Vistre.

## Kulturní památky
Radnice (Hôtel de ville), zámek "Château Peyron", domov důchodců (Maison des Seniors), kostel Saint-Sauveur a holubník (Pigeonnier).

## Vývoj počtu obyvatel
'Počet obyvatel

## Partnerská města
- Kartuzy
- Coconato